# Amyris
Amyris, Inc. — біотехнологічна компанія зі штаб-квартирою в Емеривіллі, штат Каліфорнія. Amyris виробляє інгредієнти для косметики, ароматизаторів та ароматів. Amyris володіє трьома брендами: Biossance і Pipette — для краси та догляду за шкірою дитини, і Purecane — замінник цукру. Компанія вийшла на NASDAQ 28 вересня 2010 року під стікером AMRS.
1 червня 2020 року акції компанії зросли на рекордні 20.9 % за 1 день внаслідок публікацій у пресі інформації, що Amyris — це наступна Tesla.

## Артемізинін
Артемізинін — це природна сполука, що міститься в солодкому китайському полині, ефективна при лікуванні малярії. Її виробництву перешкоджають складні кліматичні та сільськогосподарські умови. Інститут охорони здоров'я OneWorld отримав грант від Фонду Білла і Мелінди Гейтс на розробку та виробництво несезонного, високоякісного, доступного артемізиніну та залучав компанії Amyris та Sanofi для надання допомоги у певних частинах проекту.